# Stuttgart-Untertürkheim (stacja kolejowa)
Stuttgart-Untertürkheim (niem: Bahnhof Stuttgart-Untertürkheim) – stacja kolejowa w Stuttgarcie w okręgu Untertürkheim, w kraju związkowym Badenia-Wirtembergia, w Niemczech. Według DB Station&Service ma kategorię 3. Znajduje się na linii Stuttgart – Ulm. Na północ od stacji pasażerskiej znajduje się stacja towarowa o tej samej nazwie.
Stacja jest obsługiwana przez pociągi S-Bahn.

## Linie kolejowe
- Linia Stuttgart – Ulm
- Linia Stuttgart-Untertürkheim – Kornwestheim
- Linia Stuttgart-Untertürkheim – Stuttgart Hafen

## Połączenia

### S-Bahn
| Linia | Trasa |
| ----- | --- |
| S1    | Kirchheim (Teck) – Wendlingen (Neckar) – Plochingen – Esslingen – Neckarpark – Bad Cannstatt – Hauptbahnhof – Schwabstraße – Vaihingen – Rohr – Böblingen – Herrenberg |

### Regionalne
| Linia  | Trasa                                                          |
| ------ | -------------------------------------------------------------- |
| RB R11 | Stuttgart-Untertürkheim – Stuttgart-Münster – Kornwestheim Pbf |